# Agrizi járás

Az Agrizi járás Tatárföldön

Az Agrizi járás (oroszul Aгрызский район, tatárul Әгерҗе районы) Oroszország egyik járása Tatárföldön. Székhelye Agriz.

## Népesség
- 1989-ben 39 336 lakosa volt.
- 2002-ben 36 848 lakosa volt, melynek 59,5%-a tatár, 25%-a orosz, 7,3%-a mari, 6,4%-a udmurt.
- 2010-ben 36 626 lakosa volt, melyből 21 284 tatár (58,1%), 9 228 orosz (25,2%), 2 931 mari (8%), 2 358 udmurt (6,4%), 140 ukrán, 132 baskír, 74 csuvas, 25 mordvin.